# Hägersten
För andra betydelser, se Hägersten (olika betydelser).
Hägersten är en stadsdel i Söderort i Stockholms kommun i Hägersten-Älvsjö stadsdelsområde. Den gränsar till Aspudden, Ekerö kommun, Gröndal, Hägerstensåsen, Midsommarkransen, Mälarhöjden, Smedslätten och Västertorp. 

## Historik

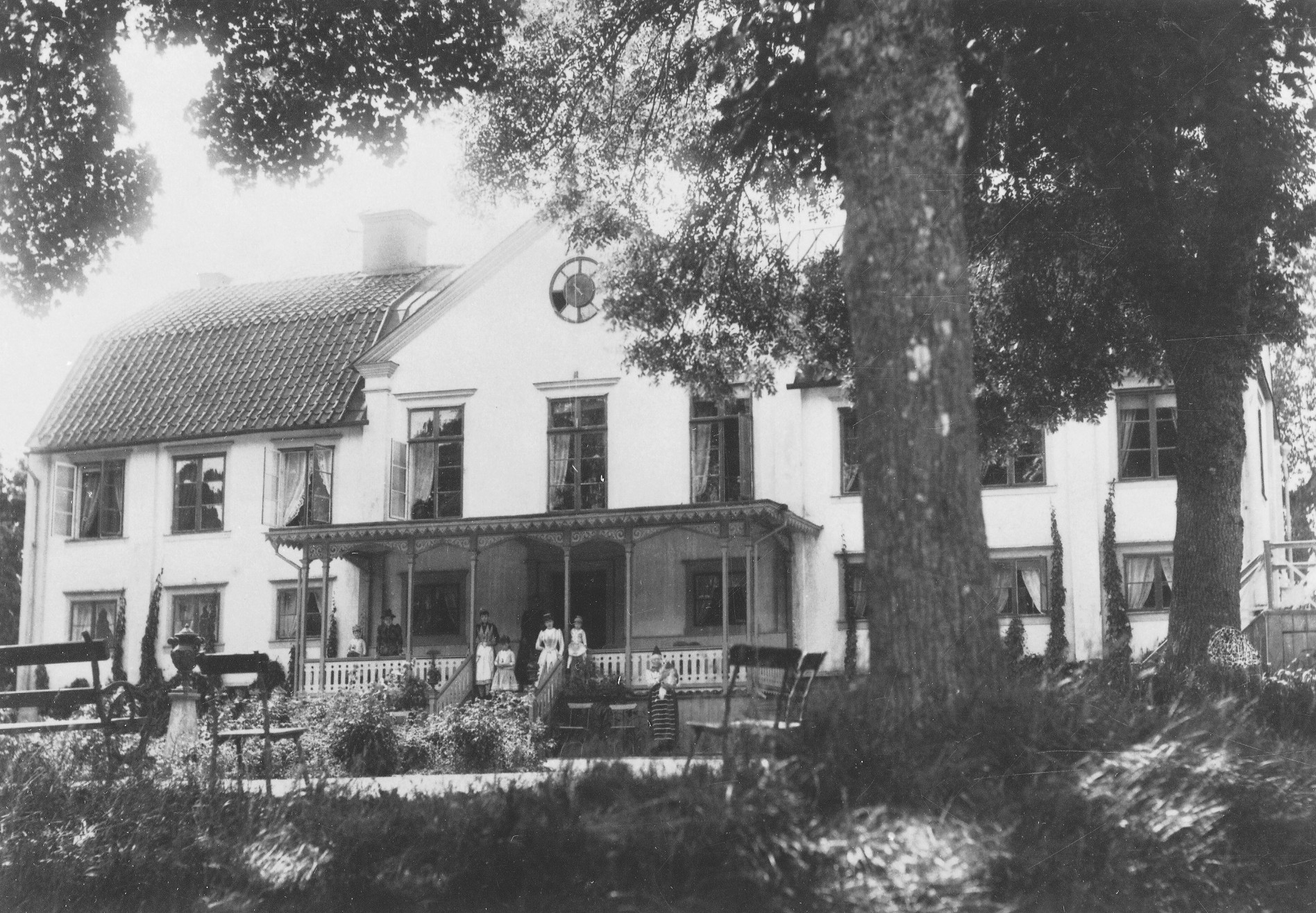
Äldsta kända fotografi på Hägerstens gård, omkring år 1900.

Namnet på torpet Haegrasteen nämns första gång i ett brev från 1432. Området tillhörde Hägerstens gård, som avsöndrades från Årsta Gård 1763. Gården ligger vid Hägerstensbrinken 27–31, och den nuvarande byggnaden uppfördes cirka 1755. Fader Höks krog är känt sedan slutet av 1600-talet och låg vid Mälarens strand, Klubbudden. Carl Michael Bellman har skrivit om sina besök på krogen i epistel 42, Rörande kortspelet på Klubben samt epistel 49, Angående landstigningen vid Klubben i Mälaren en sommarafton 1769.
Från 1860-talet blev det populärt att ha ett sommarnöje här, det första sommarnöjet var Gunnarsberg vid Eolshällsvägen. Andra sevärda hus är Johanneslund (1860), Fridshyddan vid Källbacken 12 (1878) och Sagatun vid Brådstupsvägen 27, uppförd i fornnordisk stil 1881.
Den första stadsplanen kom 1923 och omfattade ett område väster om Storsvängen. Då fanns dock redan en stor mängd villor i stadsdelens västra del. 1930 utökades den med ytterligare kvarter i samma område, och många villor uppfördes öster om Storsvängen och söder om S:t Mickelsgatan. De första flerfamiljshusen blev smalhusen vid Hägerstensvägen, de uppfördes 1936. På 1940-talets första hälft tillkom bebyggelsen vid Klubbacken och Brådstupsvägen, arkitekt Björn Hedvall.
1 februari 1948 bröts ett område ut och bildade stadsdelen Hägerstensåsen samtidigt som ett mindre område bröts ut till den då bildade stadsdelen Västertorp. 
I mitten av 1960-talet uppfördes 17 skivhus kring Axelsbergs tunnelbanestation, dessa ritades av arkitekttrion Stig Ancker, Bengt Gate och Sten Lindegren. 1967–1971 uppfördes ett 80-tal radhus längs Hägerstensbrinken och Hägerstens allé, arkitekt var FFNS (se Hägerstensbrinkens radhusområde). I slutet av 1980-talet uppfördes vid Hägerstenshamnen punkthus i åtta våningar, även de ritade av FFNS.

## Demografi
År 2017 hade stadsdelen cirka 10 000 invånare, varav cirka 21,2 procent med utländsk bakgrund.

## Nutida bilder

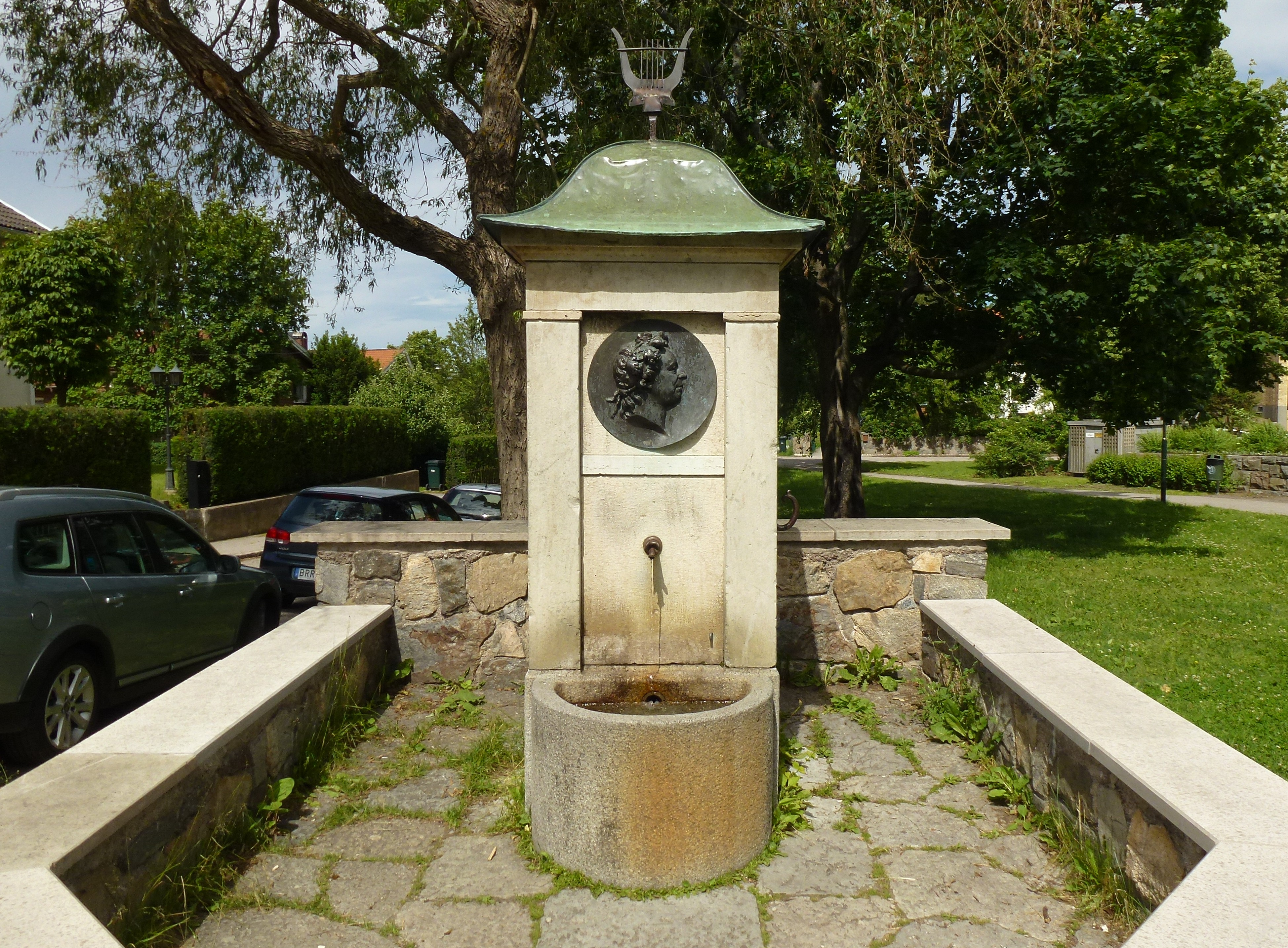
Bellmanskällan
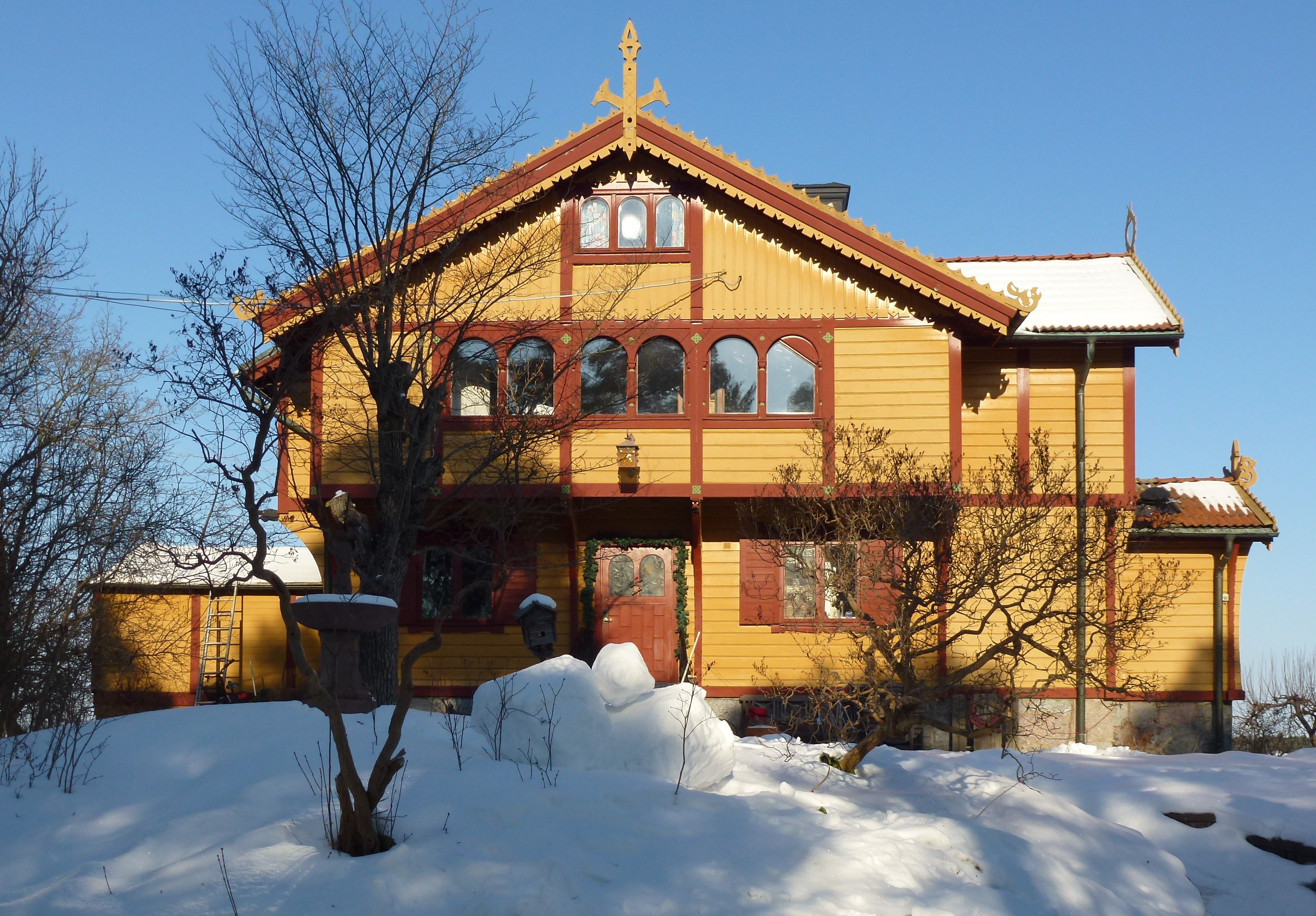
Villa Sagatun
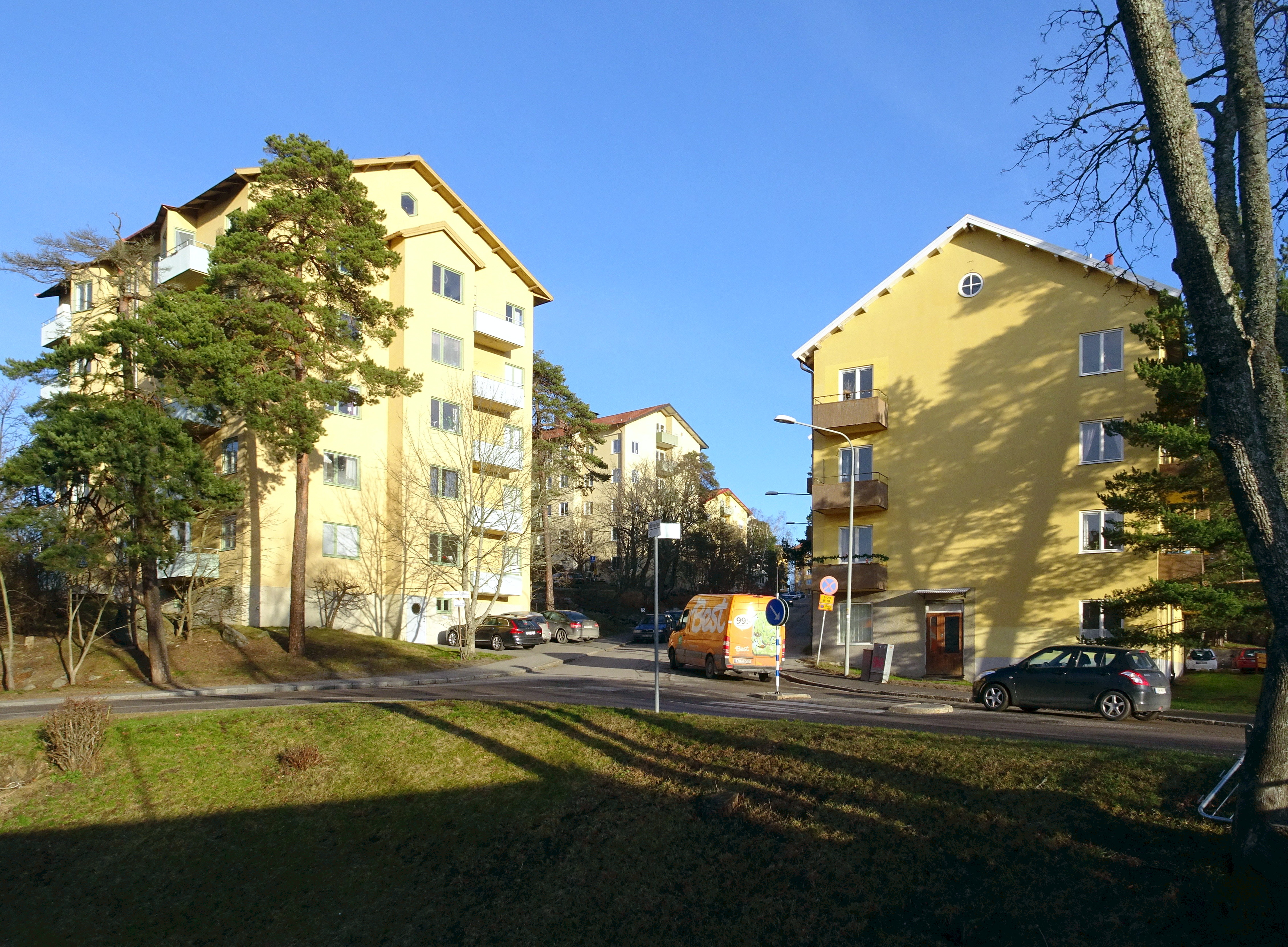
Bostadshus från 1940-talet vid Klubbacken, arkitekt Björn Hedvall
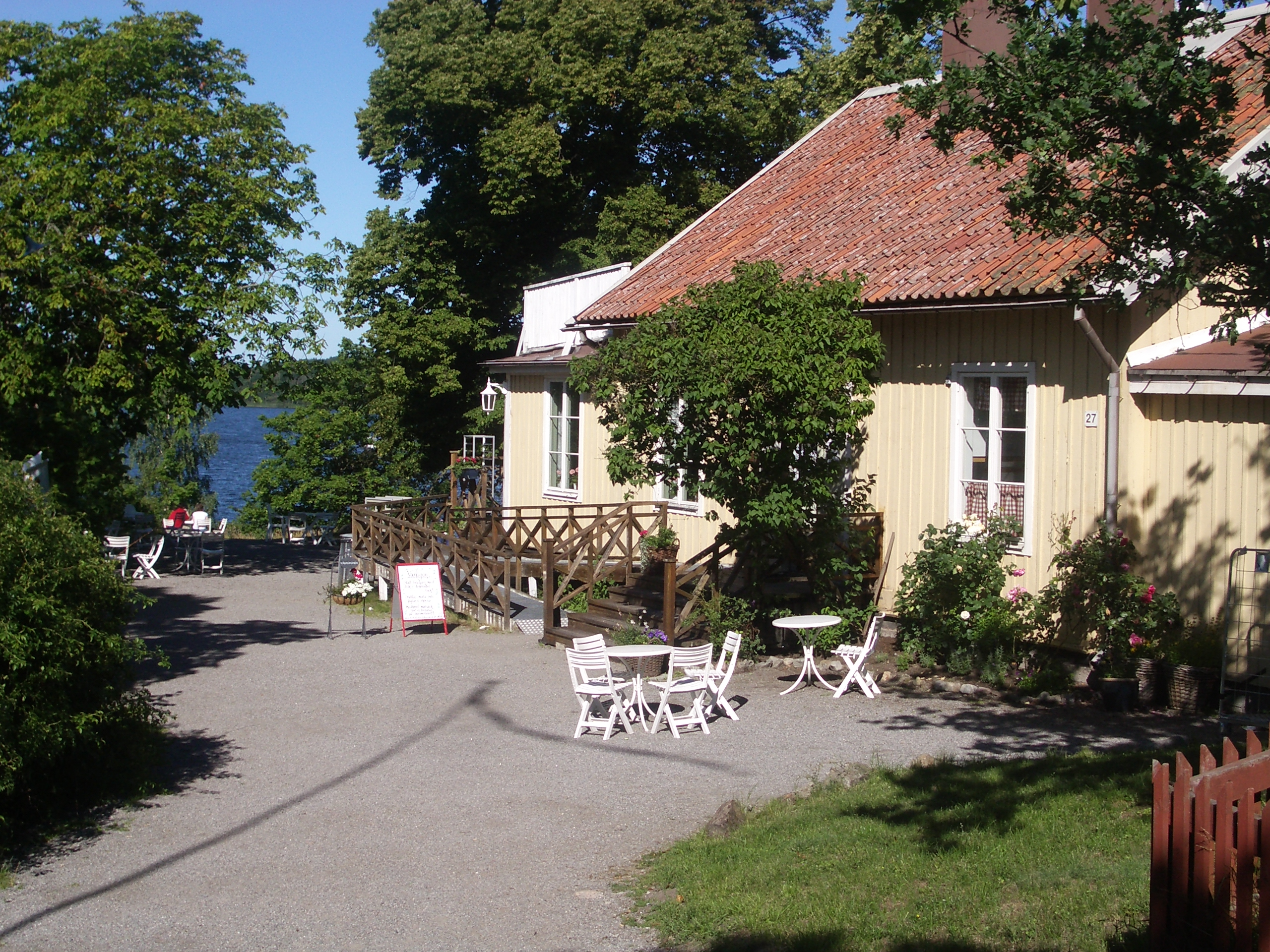
Café i Uddvillan vid Klubbensborg
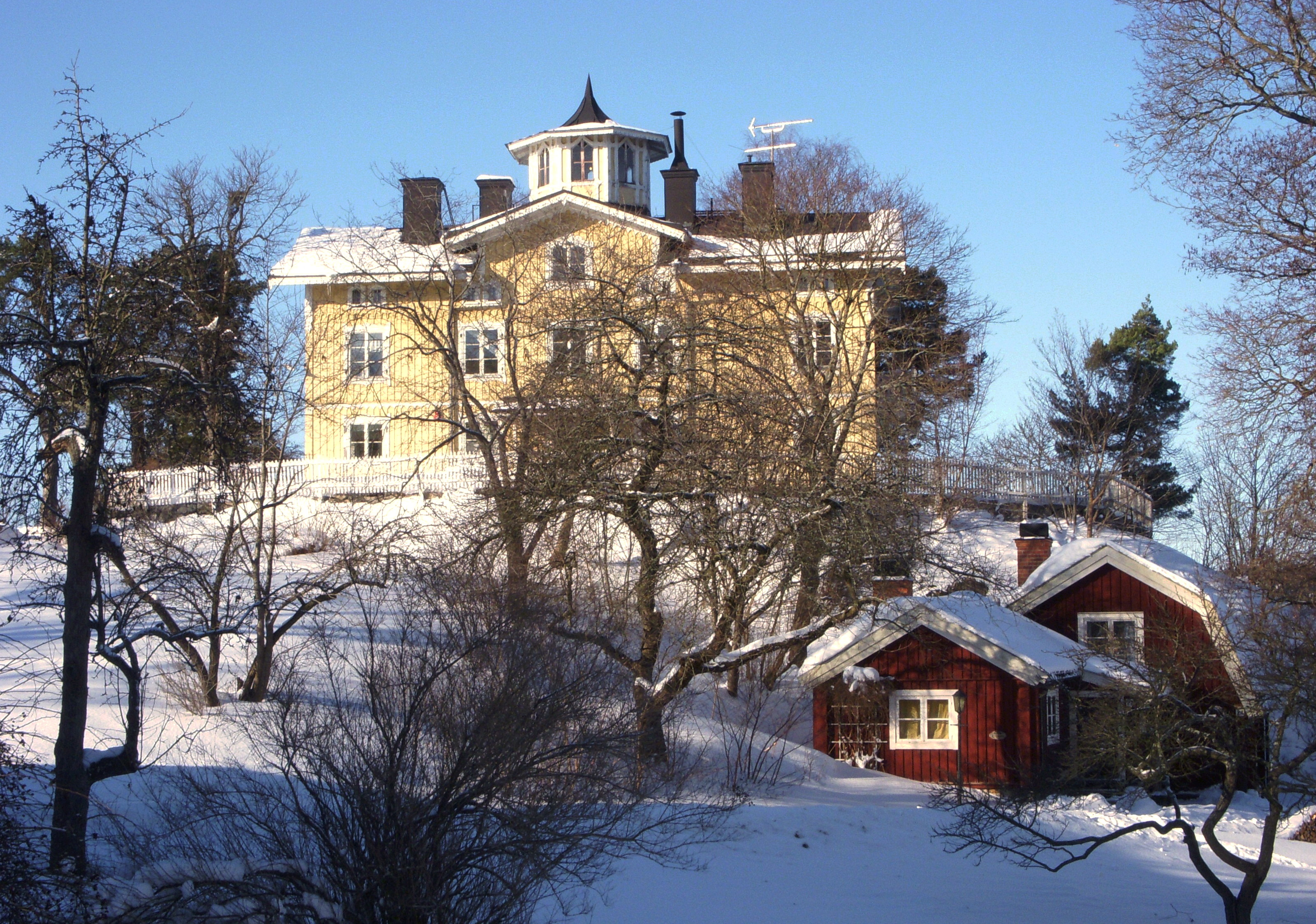
Klubbensborg: Tornvillan, Lilla krogen och Fader Höks krog